# Kościół św. Krzyża w Inowrocławiu

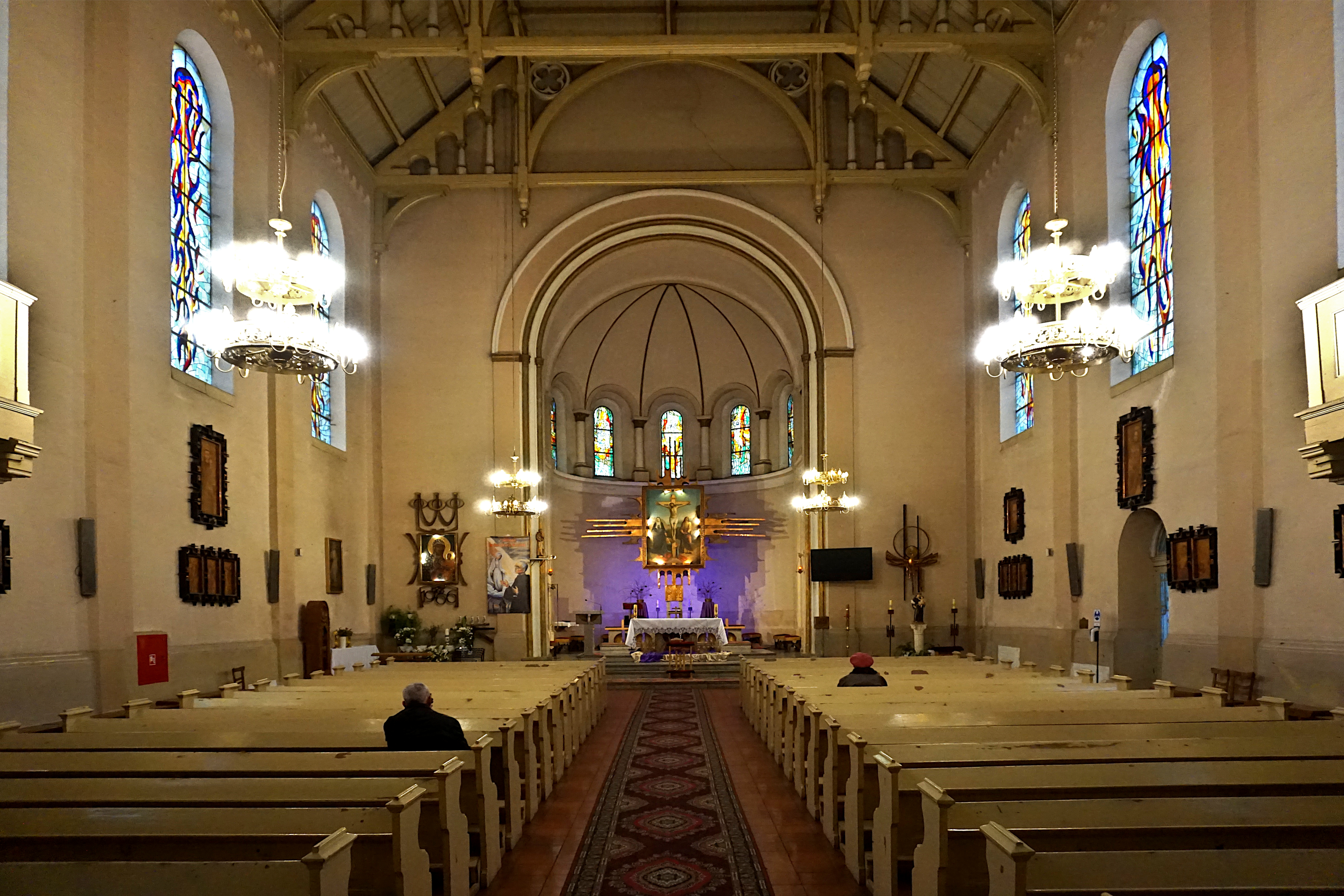
Wnętrze kościoła

Kościół Świętego Krzyża w Inowrocławiu – rzymskokatolicki kościół parafialny mieszczący się w Inowrocławiu, przy ulicy Tadeusza Kościuszki.

## Z historii
Świątynia została wybudowana w latach 1861–1863 w stylu neoromańskim. Do 1945 służył wspólnocie ewangelickiej, w tym samym roku został konsekrowany jako kościół rzymskokatolicki. W latach 1977–1984 wnętrze kościoła zostało przebudowane przez architekta Wiktora Ostrzałkę z Katowic.
W świątyni umieszczony jest obraz Chrystus Ukrzyżowany, namalowany przez C. Gregera w 1873 roku. W 2006 roku obiekt został wpisany do rejestru zabytków.

## Parafia
Od 1971 kościół stał się obiektem sakralnym nowej parafii św. Krzyża dzięki dekretowi prymasa Stefana Wyszyńskiego.
Od 27 sierpnia 2016 r. w kościele Świętego Krzyża posługują ojcowie franciszkanie (OFMConv) z gdańskiej Prowincji św. Maksymiliana. Pierwszym przełożonym i proboszczem został mianowany o. Daniel Pliszka.